# !Action Pact!
!Action Pact! — лондонська рок-група, що утворилася в 1981 році і грала середньотемповий панк-рок, часто використовуючи крос-рифове аранжування, на зразок ранніх «Black Sabbath».

## Історія групи
Групу «!Action Pact!» (первинна назва — «The Bad Samaritans») утворили в 1981 році гітарист Вайлд Пленет (англ. Wild Planet), справжнє ім'я Дес Стенлі), бас-гітарист Доктор Файбс (англ. Dr. Phibes) і ударник Джо Фунґус (англ. Joe Fungus).
Першим вокалістом гурту був Джон (англ. The John) з «Dead Mans Shadow» (D.M.S.). Він залишив гурт, щоб зосередитися на D.M.S. Джона замінила 15-річна Жорж Чікс (англ. George Cheex). І Жорж, і Джо ще вчилися у школі, коли в жовтні 1981 року група випустила «Heathrow Touchdown EP». Дві речі з нього — «London Bouncers» і «All Purpose Action Footwear» — одразу привернули до себе увагу Бі-Бі-Сі Радіо 1 та Джона Піла (англ. John Peel), який запросив групу до себе в студію. Під час концерту, який вийшов в ефір 22 лютого 1982 року, були записані «People», «Suicide Bag», «Mindless Aggression», «Losers» і «Cowslick Blues». Постійна увага Піла, кілька успішних концертів, перші позитивні відгуки в пресі призвели до того, що групою зацікавився лейбл «Fall Out Records» (дочірній лейбл «Jungle»), а вийшов у липні «Suicide Bag EP» піднявся до 6-го місця у британському Indie Singles Chart.
Пізніше до групи приєдналися ударник Ґрімлі Фіндіш (англ. Grimly Fiendish) та бас-гітарист Тістлз (англ. Thistles), продюсер Філ Ленґхем (англ. Phil Langham) також виступав із бас-гітарою під псевдонімом Елвін Пелвін (англ. Elvin Pelvin).

### Дебютний альбом та резонанс
Значний резонанс у Британії мав дебютний альбом гурту — «Mercury Theatre — On the Air!», про який рецензент «Rolling Stone» Іра Роббінс (англ. Ira Robbins) сказав так:

| «Гострополітичні тексти «Mercury Theatre» націлені на членів королівської сім'ї («Blue Blood»), жовту пресу («Currant Bun»), расизм і т. д. У «London Bouncers» звучить саксофон, що створює ілюзію подібності з «X-Ray Spex»; в іншому все це — лише благі наміри, нестерпні для вух»[2] |
Після того, як альбом піднявся до #5 в UK Indie charts, групу запросив до студії ді-джей Бі-Бі-Сі Кід Дженсен (англ. David «Kid» Jensen). Тут на ударних зіграв вже (відгукнувшись на оголошення) Ґрімлі Фіндіш, а на бас-гітарі —  Філ Ленґхем, продюсер і вокаліст групи The Dark. Матеріал сесії, разом із новою версією синглу «London Bouncers», вийшов у форматі 12" EP.
Влітку 1983 року Філа (який до групи увійшов лише тимчасово) замінив Тістлз — з цього часу і аж до розпаду групи у 1986 році склад не змінювався. «!Action Pact!» продовжували епізодично гастролювати і зіграли на «Futurama Festival» перед 5-ма тисячами глядачів (разом з «New Model Army», «The Smiths» і «Killing Joke»). 

### Другий альбом
Восени 1983 року вийшов «A Question Of Choice» EP , а рік по тому — другий (і останній) альбом гурту — «Survival Of The Fattest», в якому загальну увагу привернув трек «Johnny Fontaine» — сатиричний випад на адресу мафії взагалі і Френка Сінатри зокрема:

| (...) Who am I talking about? With blue eyes[3], cold and wet The darling of big business The darling of the blue-rinse set. Johnny Fontaine would hate this song, Even after all the trash he's done. He swears on the show-biz bible. He makes his money suing for libel. (...) Now this man's appeared in The worst films ever made. Even the worst B-movies Put his ones to shame |
У 1985 році сингл «Yet Another Dole Q Song» увійшов до Indie Top 10, потім «Cocktail Credibility» у «Melody Maker» отримав титул Single of the Week. До початку 1986 року група підготувала матеріал для третього альбому, але зрозумівши, що лейбл не проявляє до неї колишнього інтересу, вирішила припинити своє існування.

## Інші проєкти
Дес Стенлі (в минулому — Вайлд Пленет) зараз працює менеджером Ню-метал групи «Purge», де його син Марк Стенлі грає на бас-гітарі. «Purge» час від часу вживу грає кавер-версію «London Bouncers». Джо Фунґус також грав із панк-групою «Savage Upsurge». Перший бас-гітарист — Кім Іґо (англ. Kim Igoe) (також знаний як Доктор Файбс) писав тексти гурту. Він пішов з «!Action Pact!» після першого альбому.

## Дискографія
Вказано позиції у чартах UK Indie Chart.

### Альбоми
- Mercury Theatre — On the Air! (UK Fall Out, 1983) #5
- Survival of the Fattest (UK Fall Out, 1984)

### Збірники
- The Punk Singles Collection (Captain Oi!, 1995)

### Сингли/Міньйони
- «Heathrow Touchdown» EP
- «Suicide Bag» EP #6
- «People» #13
- «London Bouncers» EP #23
- «Question of Choice» #36
- «Yet Another Dole Queue Song» EP #7
- «Cocktail Credibility» #33